# UFC Fight Night: Hunt vs. Nelson
UFC Fight Night: Hunt vs. Nelson (también conocido como UFC Fight Night 52) fue un evento de artes marciales mixtas celebrado por Ultimate Fighting Championship el 20 de septiembre de 2014 en el Saitama Super Arena en Saitama, Japón.

## Historia
Esté evento fue el tercero que la organización ha celebrado en Saitama, a raíz de UFC 144 en febrero de 2012 y UFC on Fuel TV 8 en marzo de 2013.
El evento estuvo encabezado por un combate de peso pesado entre Roy Nelson y Mark Hunt.
Se esperaba que Kyle Noke se enfrentara a Yoshihiro Akiyama en el evento, pero finalmente fue forzado a salir de la pelea por una lesión en la rodilla. Tras la lesión de Noke, Akiyama se enfrentó a Amir Sadollah.
Tatsuya Kawajiri fue brevemente vinculado para enfrentarse a Darren Elkins pero la pelea nunca se materializó dado que Kawajiri estuvo fuera indefinidamente por un desprendimiento de retina.
Urijah Faber estuvo brevemente vinculado para enfrentarse a Masanori Kanehara en el evento. Sin embargo, antes de que la pelea fuera anunciada oficialmente, Faber se retiró debido a una lesión y Kanehara se enfrentó a Álex Cáceres en el evento.

## Premios extra
Cada peleador recibió un bono de $50,000.
- Pelea de la Noche: Michinori Tanaka vs. Kyung-ho Kang
- Actuación de la Noche: Mark Hunt y Johnny Case